# فونگسالی
فونگسالی (به لاتین: Phongsali) یک شهر در لائوس است که در استان فونگسالی واقع شده‌است.